# Nedre Jällen
Nedre Jällen är en sjö i Åtvidabergs kommun i Östergötland och ingår i Storåns huvudavrinningsområde. Sjön har en area på 0,0766 kvadratkilometer och ligger 115,4 meter över havet.

## Delavrinningsområde
Nedre Jällen ingår i det delavrinningsområde (645294-150886) som SMHI kallar för Utloppet av Glan. Medelhöjden är 120 meter över havet och ytan är 16,91 kvadratkilometer. Räknas de 5 avrinningsområdena uppströms in blir den ackumulerade arean 50,63 kvadratkilometer. Avrinningsområdets utflöde Storån (Fallån) mynnar i havet. Avrinningsområdet består mestadels av skog (53 procent), öppen mark (15 procent) och jordbruk (23 procent). Avrinningsområdet har 0,7 kvadratkilometer vattenytor vilket ger det en sjöprocent på 4,2 procent.